# Csehország világörökségi helyszínei
Csehország területéről eddig tizenhét helyszín került fel a világörökségi listára, tizenhárom helyszín a javaslati listán várakozik a felvételre.
| | Prága történelmi központja |
| 1992, kisebb módosítás: 2012 |                            |
| Kulturális (II)(IV)(VI) |                            |
| Védett terület: 1 106,36 ha, puffer zóna: 9 887,09 ha, hivatkozás: 616 |                            |
| Prága történelmi központja szemlélteti a város folyamatos fejlődését a középkortól mostanáig. Látképét a hatalmas várkomplexum a Hradzsin negyed uralja, ami egy a 9. században alapított településből fejlődött ki. Prága hamar Bohémia fővárosa lett, a 12. századtól jelentősen terjeszkedni kezdett. A 14. századtól fontos szerepet töltött be Közép-Európa fejlődésében, a század közepén IV. Károly német-római császár idejében fővárosként aranykorát élte. 1541-ben egy tűzvészben súlyos károkat szenvedett, majd a harmincéves háború után hanyatlani kezdett. A 19. század végén egy átfogó városfejlesztés során sok régi épületét lebontották. A helyszín három részből áll, ez az Óváros, a Kisoldal, és az Újváros. A Károly hidat a 14. század közepén kezdték építeni barokk szobrait a 18. század elején állították fel. Ez a híd kapcsolja össze a várnegyed alján lévő Kisoldalt a folyó túloldalán álló Óvárossal. Különös jelentőségű a Szent Vitus-székesegyház, A Prágai Vár, a Szent Kereszt-rotunda, A Szent Jakab-templom, a gótikus árkádos házak, a Károly Egyetem, a Vencel-tér, a Városháza és a 13. században kialakult zsidónegyed. |                            |

| | Český Krumlov történelmi központja |
| 1992 |                                    |
| Kulturális (IV) |                                    |
| Védett terület: 51,91 ha, puffer zóna: 1 073,31 ha, hivatkozás: 617 |                                    |
| Český Krumlov a Moldva folyó partján egy sziklán álló 13. századi vár körül fejlődött ki. A kis középkori település öt évszázados fejlődés után nagyrészt érintetlenül maradt meg. A várat 1250-ben kezdték építeni, méreteiben az országban csak a prágai Hradzsin múlja felül. Fontos ipari és kereskedelmi település volt, mindezek haszna nagyszabású építkezéseket tett lehetővé. A városközpont két részből áll, a vár alatti területekből és a folyó túloldalán lévő tulajdonképpeni városból. A házak fölé magasodó Szent Vitus-templomot a 15. század első harmadában építették. A várat az évszázadok során dísztermekkel, fogadószobákkal és egy rokokó színházzal egészítették ki, jelentősek falfestményei is. Fontos egyházi épületeket is emeltek, közöttük vándorló és prédikáló rendek kolostorait. Az 1578-ból származó egykori városi sörfőzde ma Egon Schiele emlékhelye. Český Krumlov egykori gazdagságát tükrözik polgárházai is. |                                    |

| | Telč történelmi központja |
| 1992 |                           |
| Kulturális (I)(IV) |                           |
| Védett terület: 36 ha, puffer zóna: 296,5 ha, hivatkozás: 621 |                           |
| A dombtetőn álló Telč város házait több ízben is tűz pusztította el, mai reneszánsz látképét a 16. században nyerte el. Házai eredetileg fából épültek, majd az 1386-os tűz után, amikor a piactér nyugati oldala, a templom és a városháza leégett kőből kezdtek építkezni. A települést fallal erősítették meg, a védekezés részeként egy mesterséges tórendszert is kialakítottak. A 16. század második felében Zachariaš Hradec kastéllyá alakíttatta át a 14. század közepén épület várat, amit reneszánsz stílusú épületekkel egészített ki. A gazdag kereskedők és polgárok átépítették középkori házaikat, később a várost barokk, rokokó és klasszicista elemekkel is gazdagították. A barokk korból származik a jezsuita főiskola, a Jézus Neve-templom, a piactér keleti felén álló Mária-oszlop és szökőkutak. Telč fő látványossága hosszú, háromszög alakú piactere amelyet kétoldalt árkádos reneszánsz házak szegélyeznek, egy részük homlokzata a barokk korból származik. A település közterei, középületei szépségük mellett az építészeti technikák széles skáláját mutatják be. |                           |

| | Nepomuki Szent János-zarándoktemplom |
| 1994 |                                      |
| Kulturális (IV) |                                      |
| Védett terület: 0,64 ha, puffer zóna: 627,9 ha, hivatkozás: 690 |                                      |
| A morvaországi Zelená Horán (Zöld hegyen) álló zarándoktemplomot 1719-ben, Nepomuki Szent János kanonizálása előtt három évvel kezdték építeni, az olasz származású Giovanni Santini Aichel (Jan Blažej) tervei alapján. A szokatlan, csillag alaprajzú épület volt munkásságának utolsó kiemelkedő darabja. A középen álló csillag alaprajzú templomot egy szintén csillag alaprajzú gyűrű veszi körül, amelyet kápolnák és kapubejárók tagolnak. Az épület kialakításában az ötös szám az uralkodó, ötágú csillag az alaprajz, a kerengőben öt kápolna és öt kapu található, a főoltáron a szent szobra mellett öt angyalfigurát és öt csillagot helyeztek el. A szokatlan formájú templom főépülete 1721-re készült el, belseje majdnem teljesen változatlan formában maradt fenn. A főoltárt, amely a szentet ábrázolja a mennyországot jelképező gömbön állva szintén Santini tervei alapján állították fel, és az ő elképzelései alapján készült a négy mellékoltár is az evangélisták szobraival. A zarándoktemplom a cseh barokk és neogótikus építészet legjelentősebb alkotása Közép-Csehországban. |                                      |

| | Kutná Hora a történelmi városközpont a Szent Borbála-templommal és a sedleci Miasszonyunk-székesegyházzal |
| 1995 | |
| Kulturális (II)(IV) | |
| Védett terület: 62,43 ha, puffer zóna: 649,9 ha, hivatkozás: 732 | |
| Ezüstbányáinak köszönhetően Kutná Hora fontos politikai és gazdasági központ volt, gótikus, reneszánsz és barokk épületek díszítik. II. Vencel király utasítására a 14. század elejétől pénzverde működött a településen és királyi város lett belőle. Legfontosabb műemlékei a Szent Borbála-templom, a Szent Jakab-templom, a Szent Vencel-kápolna, a vár és a katedrális. A Szent Borbála-templomot 1388 és 1585 között építették. A gótikus templomon erős francia hatás érződik. A középkori bányászváros életét bemutató freskók díszítik és a bányászok védőszentjének ajánlották. A katedrálist a 18. század elején a kor ízlésének megfelelő stílusban újították fel Giovanni Giovanni Santini Aichel (Jan Blažej) elképzelései szerint. Ez a ciszterci apátságban álló templom volt az első amit francia gótikus stílusban építettek cseh területen. A jó állapotban megmaradt középkori városszerkezetet néhány szép korabeli lakóház egészíti ki. | |

| | Lednice–valticei kultúrtáj |
| 1996 |                            |
| Kulturális (I)(II)(IV) |                            |
| Védett terület: 14 320 ha, hivatkozás: 763 |                            |
| Liechtenstein hercegei a 17. és a 20. század között átalakíttatták dél-morvaországi birtokaikat. A 17. században Valticét sugárutakkal kötötték össze a birtok többi részével, középkori alapokra épült kastélyát az évszázadok során reneszánsz, manierista és főleg barokk stílusban alakították át. A lednicei kastély a 16. században épült reneszánsz villaként, ezután barokk és neogótikus stílusban fokozatosan átépítették. A két birtokot széles fasor köti össze, a kastélyokat és angol romantikus stílusú tájépítészeti elemeket felhasználva egy kétszáz négyzetkilométer kiterjedésű épített tájparkkal vették körbe. A tájkép fontos elemei a sokféle honos és egzotikus fafajta, a park emellett jelentős vízimadár-rezervátum is. A helyszínhez tartozik ezeken kívül a közeli Hlohovec község is és Lednice mocsaras részén még a középkorban kialakított halastavak. |                            |

| | Holašovice |
| 1998 |            |
| Kulturális (II)(IV) |            |
| Védett terület: 11,4 ha, puffer zóna: 367,5 ha, hivatkozás: 861 |            |
| A Csehország déli részén található falunak sikerült épségben megőrizni egy tipikus közép-európai kistelepülés építészeti emlékeit és hagyományait. 1292-ben II. Vencel cseh király Vyšší Brod kolostorának adományozta, a falu és kolostor kapcsolata öt évszázadig szoros maradt. Alaprajza a középkor óta változatlan, első kőháza a 19. század elején épült. Ma is látható épületei a 18-19. századból valók és úgynevezett dél-csehországi parasztbarokk stílusban épültek. Mai képüket 1840 és 1880 között nyerték el, barokk, rokokó és klasszicista épületelemek ötvöződnek rajtuk, amelyeket ismeretlen helyről érkezett építőmesterek a vidéki környezethez igazítottak. A falu százhúsz épülete egy hosszúkásan elnyúló főtér köré csoportosul amelynek középpontjában egy kis templom áll. A teret huszonkét majorság övezi, ezek többsége a 19. század második felében épült. A világörökségi helyszínhez az 1827-es felmérésben rögzített „eredeti” falu tartozik, huszonhárom házzal és a hozzájuk tartozó gazdasági épületekkel, kertekkel. |            |

| | Kroměříž kertjei és kastélya |
| 1998 |                              |
| Kulturális (II)(IV) |                              |
| Védett terület: 74,5 ha, puffer zóna: 441 ha, hivatkozás: 860 |                              |
| Kroměříž a Morva folyó egy korábban használt gázlójánál alakult ki a 12. század elején. A harmincéves háború során szinte teljesen elpusztult települést Karl Liechtenstein olmützi püspök rendeletére építették újjá. A püspöki rezidenciát 1686-ban kezdték helyreállítani, majd egy 1752-es tűzvész után ismét felújítani. A kastély, a kert és a tágabb természetes környezete jelentősen befolyásolta a közép-európai kert- és palotaépítészetet. A késő barokk stílusban dolgozó művészek Ausztriából érkeztek. A kastély berendezése Közép-Európa legértékesebb palotabelsői közé tartozik jelentős festménygyűjteménnyel. Dísztermében koncerteket tartanak, az 1848-as forradalom idején az osztrák alkotmányozó gyűlés helyszíne volt. A város délnyugati részén fekvő itáliai stílusú parkban szökőkutakat, rotundákat, pavilonokat és grottákat alakítottak ki a virágágyások között. A kastélyt körülvevő kertben is több építészeti elem található, köztük egy 19. századi félköríves oszlopcsarnok szobrokkal. |                              |

| | Litomyšl kastély |
| 1999 |                  |
| Kulturális (II)(IV) |                  |
| Védett terület: 4,25 ha, puffer zóna: 118,13 ha, hivatkozás: 901 |                  |
| A Litomyšl kastély a 16. században épült itáliai hatásra. A fényűző reneszánsz palota az árkádos vártípus cseh területeken továbbfejlesztett változatának egyik képviselője. Tervezésében és építésében több észak-itáliai művész is részt vett. A 18. században barokk épületelemekkel egészítették ki és egy színházzal bővítették ami egyike volt Csehország legkorábbi színházainak és ma is a kastély egyik leghíresebb belső tere. A négyszárnyú épületet egy belső udvar köré alakították ki, a bővítések nyomán végigkövethető rajta a közép-európai főnemesi rezidenciák építészetének fázisai. Egységes homlokzatát árkádsorok, reneszánsz oromzatok, sgraffito díszítések és napórák egészítik ki. A kastélyban jelenleg zenei fesztiválokat is rendeznek és múzeum is működik benne. Kiszolgáló épületei is épségben maradtak fenn, a sörfőzde eredetileg a kastély kicsinyített másaként épült meg barokk és neoklasszicista díszítőelemekkel. |                  |

| | Olomouci Szentháromság-oszlop |
| 2000 |                               |
| Kulturális (I)(IV) |                               |
| Védett terület: 0,05 ha, puffer zóna: 85,2 ha, hivatkozás: 859 |                               |
| Az olmützi Szentháromság-oszlop a közép-európai barokk művészet fénykorának alkotása, a Németország déli részén, Ausztriában és cseh területeken népszerű hasonló jellegű oszlopállítás hagyományának egyik darabja. A harmincéves háború után a települést úgynevezett olmützi barokk stílusban állították helyre, a 18. században felállított oszlop egy oszlopokból és szökőkutakból álló együttes része amelynek ez a legszebb darabja. A harmincöt méter magas oszlop három évtized alatt készült el. Három részből áll, egy lépcsőzetes talapzatból, középső szintjén egy kápolnából és fölötte a tulajdonképpeni oszlopból. A szinteket majdnem életnagyságú szobrokkal díszítették, tetejére aranyozott Szentháromság-csoportot helyeztek el. Az Alpoktól északra található hasonló alkotások közül ez a legkidolgozottabb. Az 1754-ben Mária Terézia jelenlétében felavatott oszlop a keresztény hitvallás és a városi közösség éntudatának jelképe. |                               |

| | Tugendhat-villa Brnoban |
| 2001 |                         |
| Kulturális (II)(IV) |                         |
| Védett terület: 0,73 ha, puffer zóna: 2 824,89 ha, hivatkozás: 1052 |                         |
| Az 1930-ban elkészült villa volt a német Ludwig Mies van der Rohe utolsó jelentős európai alkotása mielőtt 1937-ben az Egyesült Államokba költözött. A villa a modernista építészet remekműve, a modern építészeten belül az 1920-as években kialakult nemzetközi stílus képviselője. Építésekor felhasználták a modern ipar nyújtotta lehetőségeket acélszerkezetű, keresztmerevítőkkel ellátott vázat alkalmaztak a teherhordó falak helyett. Emeletei az alaprajzhoz képest aszimmetrikusak, fő építőanyaguk acél, króm és vasbeton volt. Nagyméretű acélkeretes ablakai elektromosan nyithatók, van benne központi fűtés és légkondicionáló is. Jellemzői a kockaszerű formák és a díszítmények hiánya. Az építész bútorokat is tervezett a házhoz (például acél és bőr székeket) de a villa bútorzatának nagy része elveszett. 1939-ben államosították, ekkor kisebb károkat szenvedett. 1993-ban egy alapítványt hoztak létre, amelynek segítségével szakszerűen felújították. A ház leginkább egyszerű szerkezete és a felhasznált anyagok puritánsága miatt nevezetes. |                         |

| | Třebíč zsidó negyede és a Szent Procopius-bazilika |
| 2003, kisebb módosítás: 2018 |                                                    |
| Kulturális (II)(III) |                                                    |
| Védett terület: 6,55 ha, puffer zóna: 136,89 ha, hivatkozás: 1078 |                                                    |
| Ez a világörökségi helyszín a zsidónegyed épületegyütteséből, a régi zsidó temetőből, és a Szent Procopius-bazilikából áll. A domboldalon épült zsidónegyed a folyótól nyúlik felfelé, két fő utcáját árkádok és sikátorok kötik össze és kapcsolják a folyóhoz. Az épületek nagy része egyszerűbb szerkezetű, de a negyed megőrizte legfontosabb épületeit a zsinagógákat, az iskolákat és egy bőrgyárat. A lakóházak legtöbbször egy földszinti boltozatos szobából és egy vagy két gerendamennyezetes felsőbb szintből állnak. A negyeden kívül található temető Európa egyik legnagyobb zsidó temetője. A Szent Procopius-bazilikát a 13. században kezdték építeni. Korábban egy 12. század eleji alapítású bencés kolostor állt a helyén. A település nem sokkal később vásárjogot kapott, ekkor nőtt meg lakosainak száma zsidó betelepülőkkel is. A bazilikát az évszázadok során többször átalakították és felújították, román és kora gótikus építészeti elemeket ötvöz nyugat-európai hatásra. |                                                    |

| | Kladruby nad Labem ménese és kultúrtája |
| 2019 |                                         |
| Kulturális ()()() |                                         |
| Védett terület: ha, puffer zóna: ha, hivatkozás: 211 |                                         |
| Az Elba síkságán a Středni Polabi térségben található nagy kiterjedésű helyszín lapos, homokos talajú terület. Mezők, bekerített legelők, erdősávok, épületek tartoznak hozzá, ezeket mind a kladrubi fajtájú lovak tenyésztése és idomítása céljából hozták létre. Ezt az igásló fajtát főleg a Habsburg császári udvarnál használták reprezentációs célokra. 1579-ben egy császári ménesgazdaságot hoztak itt létre ami a mai napig is lovak tenyésztésével foglalkozik. Egyike Európa vezető lótenyésztő központjainak. Jellegzetessége, hogy még abban a korban alapították amikor a lovak nélkülözhetetlenek voltak a közlekedésben, az áruszállításban, a mezőgazdaságban, a hadászatban és a nemesi reprezentációban. |                                         |

| | Erzgebirge/Krušnohoří bányavidék kultúrtáj |
| Csehország és Németország közös világörökségi helyszíne |                                            |
| 2019 |                                            |
| Kulturális (II)(III)(IV) |                                            |
| Védett terület: 6 833,77 ha, puffer zóna: 13 397,97 ha, hivatkozás: 1478 |                                            |
| Erzebirge/Krušnohoří (Érchegység) bányavidéke Németország délkeleti vidékén (Szászországban) és Csehország északnyugati részén terül el. A hegység többféle fémet tartalmazó érckészletét már a középkor óta hasznosítják. A régió 1460 és 1560 között Európa legfontosabb ezüstlelőhelye volt, ami számos technikai újdonságot eredményezett. A helyszínen kibányászott és feldolgozott második legfontosabb fém az ón volt. A 19. század végétől a régió világszerte jelentős uránlelőhellyé vált. Az Érchegység kultúrtája a csaknem nyolcszáz évig tartó bányászat során a 12. századtól a 20. századig alapvető változásokon ment keresztül. Vízelvezető rendszerek épültek, újfajta bányászati és feldolgozási technikák alakultak ki és bányavárosok épültek fel. |                                            |

| | A Kárpátok és más európai régiók ősbükkösei |
| Albánia, Ausztria, Belgium, Bosznia-Hercegovina, Bulgária, Csehország, Észak-Macedónia, Franciaország, Horvátország, Lengyelország, Németország, Olaszország, Románia, Spanyolország, Svájc, Szlovákia, Szlovénia és Ukrajna közös világörökségi helyszíne |                                             |
| 2007, kiterjesztés: 2011, 2017, 2021 (csehországi helyszínek) |                                             |
| Természeti (IX) |                                             |
| Védett terület: 98 124 ha, puffer zóna: 294 716 ha, hivatkozás: 1133 |                                             |
| Ez a határokon átnyúló, többször kiterjesztett helyszín Európa legnagyobb kiterjedésű ősbükköse, jelenleg 18 ország közös világörökségi helyszíne és összesen 94 védett területből áll. Kezdetben az Északkeleti-Kárpátok déli lejtőin, Szlovákia keleti részén és Ukrajnában található védett területhez összesen 10 természetvédelmi körzet tartozott, ezek közül hat Ukrajnában négy pedig Szlovákiában található. Ezek a védett területek egy 185 kilométer hosszú tengelyen fekszenek, tengerszint feletti magasságuk 210 és 1700 méter között váltakozik. A teljes védett övezet eredetileg háromszáz négyzetkilométert foglalt el, majd 2011-ben a helyszínt öt újabb, Németországban található bükkerdővel egészítették ki. A következő kiterjesztés óta, 2017-től a helyszínhez tartoznak mediterrán területek, az Alpok, a Dinári-hegység és a Pireneusok ősbükkösei is. Az utolsó, 2021-es kiterjesztés során bosznia-hercegovinai, csehországi, észak-macedóniai, franciaországi, lengyelországi és svájci bükkösök kerültek a világörökségi listára. Az ősbükkösöben találhatók a világ legmagasabb és legöregebb bükkfái, és megfigyelhető a bükkerdők fejlődésének valamennyi fázisa. A Kárpátokban őshonos bükkfa a Dinári-hegység mellett csak ezeken a területeken vészelte át a jégkorszakot, majd egy rövid, néhány ezer éves időszak alatt elterjedt az egész kontinensen. Az őserdők a bükkfák felbecsülhetetlen értékű genetikai tárházai. A fák mellett található ökoszisztéma magán viseli a jégkorszak utáni élővilág valamennyi jellegzetességét, gazdag növény és állatvilágnak, köztük több védett fajnak nyújt életteret. |                                             |

| | Európa nagy fürdővárosai |
| Ausztria, Belgium, Csehország, az Egyesült Királyság, Franciaország, Németország, Olaszország közös világörökségi helyszíne |                          |
| 2021 |                          |
| Kulturális (II) (III) |                          |
| Védett terület: 7014 ha, puffer zóna: 11 319 ha, hivatkozás: 1613 |                          |
| A világörökségi helyszínhez összesen tizenegy fürdőváros tartozik, amelyek hét országban találhatók: Baden bei Wien (Ausztria), Spa (Belgium), Františkovy Lázně, Karlovy Vary és Mariánské Lázně (Csehország), Vichy (Franciaország), Bad Ems, Baden-Baden és Bad Kissingen (Németország), Montecatini Terme (Olaszország) és Bath (Egyesült Királyság). Mindegyik fürdőváros nagy ásványtartalmú és vízhozamú forrás(ok) körül épült ki, városképüket meghatározza a 19. század elejétől fellendülő és az 1930-as évekig folyamatosan fejlődő európai fürdőkultúra. A források közelébe terápiás célra hasznosított épületeket, nagyméretű szállodákat, szivattyúállomásokat, ivótermeket, medencéket építettek, a vizet összetett rendszereken keresztül (pl. alagutak segítségével) vezették el. Kiegészítő és rekreációs célra kerteket hoztak létre, kaszinókat, színházakat, villákat, találkozóhelyeket építettek, valamint kialakították a fürdők üzemeltetéséhez szükséges infrastruktúrát is. A fürdőközpontok létrehozásakor ügyeltek arra is, hogy az épületegyüttesek harmonikusan illeszkedjenek a városképbe és a környező tájba. A fürdővárosok az orvostudomány, más természettudományok, valamint a balneológia fejlődésének és egymással való szorosabb kapcsolatának bizonyítékai és fontos helyszínei. |                          |

| | Žatec és komlótermesztő vidéke |
| 2023 |                                |
| Kulturális (III)(IV)(V) |                                |
| Védett terület: 593,97 ha, puffer zóna: 3 330,94 ha, hivatkozás: 1558 |                                |
| A kultúrtájat évszázadok óta a sörgyártásban használt komló termesztésének és kereskedelmének ma is élő hagyománya alakítja. A helyszín egyik részéhez az Ohře folyó közelében elterülő több száz éve folyamatosan művelt különösen termékeny komlóföldek, történelmi falvak és a komlófeldolgozáshoz használt létesítmények tartoznak, másik része Žatec középkori városközpontjából és a 19-20. században mellé épült ipari negyedekből "Prága külvárosa" (Pražské předměstí) áll. Ezek együttesen illusztrálják a komló termesztésének, szárításának, minősítésének és kereskedelmének agráripari folyamatait valamint a társadalmi-gazdasági rendszer fejlődésére gyakorolt hatásait a késő középkortól napjainkig. Žatec városa (jelentőségét napjainkig megőrizve) a fejlesztéseknek és a helyi cseh, német és zsidó közösségek által folytatott kereskedelemnek köszönhetően a 19. században vált a komlótermesztés egyik világszerte elismert központjává. |                                |